# عمر پردومو
عمر پردومو (انگلیسی: Omar Perdomo؛ زادهٔ ۳ ژوئیهٔ ۱۹۹۳) بازیکن فوتبال اهل اسپانیا است.
از باشگاه‌هایی که در آن بازی کرده‌است می‌توان به باشگاه ورزشی تنریف و باشگاه فوتبال اتلتیکو مادرید اشاره کرد.